# Anoteropora inarmata
Anoteropora inarmata är en mossdjursart som beskrevs av Cook 1966. Anoteropora inarmata ingår i släktet Anoteropora och familjen Mamilloporidae. Inga underarter finns listade i Catalogue of Life.